# Portugal International 1995
Die Portugal International 1995 fanden vom 13. bis zum 15. Januar 1995 in Lissabon statt. Es war die 30. Auflage dieser internationalen Titelkämpfe von Portugal im Badminton.

## Sieger und Platzierte
| Disziplin    | Gold                                    | Silber                     | Bronze                             |
| ------------ | --------------------------------------- | -------------------------- | ---------------------------------- |
| Herreneinzel | Martin Lundgaard Hansen                 | Henrik Sørensen            | Ricardo Fernandes                  |
| Herreneinzel | Martin Lundgaard Hansen                 | Henrik Sørensen            | Fernando Silva                     |
| Dameneinzel  | Anne Søndergaard                        | Karolina Ericsson          | Kelly Morgan                       |
| Dameneinzel  | Anne Søndergaard                        | Karolina Ericsson          | Sarah Hore                         |
| Herrendoppel | Martin Lundgaard Hansen Henrik Sørensen | Jan Jørgensen Peder Nissen | Manuel Dubrulle Vincent Laigle     |
| Herrendoppel | Martin Lundgaard Hansen Henrik Sørensen | Jan Jørgensen Peder Nissen | Ricardo Fernandes Fernando Silva   |
| Damendoppel  | Mette Hansen Majken Vange               | Sarah Hore Kelly Morgan    | Christelle Mol Tatiana Vattier     |
| Damendoppel  | Mette Hansen Majken Vange               | Sarah Hore Kelly Morgan    | Virginie Delvingt Sandrine Lefèvre |
| Mixed        | Peder Nissen Mette Hansen               | Jan Jørgensen Majken Vange | Manuel Dubrulle Virginie Delvingt  |
| Mixed        | Peder Nissen Mette Hansen               | Jan Jørgensen Majken Vange | Robert Nock Kelly Morgan           |

## Finalergebnisse
| Disziplin    | Sieger                                  | Finalist                   | Ergebnis         |
| ------------ | --------------------------------------- | -------------------------- | ---------------- |
| Herreneinzel | Martin Lundgaard Hansen                 | Henrik Sørensen            | 15-7 15-9        |
| Dameneinzel  | Anne Søndergaard                        | Karolina Ericsson          | 9-11 11-1 11-1   |
| Herrendoppel | Henrik Sørensen Martin Lundgaard Hansen | Jan Jørgensen Peder Nissen | 15-7, 15-4       |
| Damendoppel  | Majken Vange Mette Hansen               | Sarah Hore Kelly Morgan    | 15-6 14-17 15-12 |
| Mixed        | Peder Nissen Mette Hansen               | Jan Jørgensen Majken Vange | 15-5 7-15 15-8   |